# گربه‌ماهی خاکی
گربه‌ماهی خاکی (نام علمی: Plicofollis dussumieri) نام یک گونه از خانواده گربه‌ماهیان دریایی است.